# Револьвер Ле Ма
Револьвер Ле Ма разработан Жаном Александром Ле Ма (фр. Jean Alexandre François Le Mat) в 1856 году.
Револьвер производился в трёх вариантах: под капсюльный, шпилечный и патрон центрального воспламенения (последний серийно не выпускался). Он примечателен неординарным для своего времени дизайном - все модели имели два ствола: нарезной с револьверным боепитанием и однозарядную картечную мортирку. Американские модели имеют .42 калибр нарезного ствола (10,67 мм), в то время как револьверы для европейского рынка имеют ствол калибра 7,62 мм, благодаря этому американские модели обладают гораздо большей убойной силой и останавливающим действием.
Капсюльный револьвер состоял на вооружении французского флота, но наибольшее применение (ок. 87 % всех изготовленных револьверов) это оружие получило, находясь на вооружении Армии и ВМС КША, пользуясь особой популярностью среди кавалерии конфедератов.

## Конструкция (капсюльный вариант)
Револьвер имеет неразъёмную рамку, включающую в себя рукоятку и нижний ствол. Барабан присоединён к нижнему стволу, который играет роль центральной оси. Верхний ствол присоединён к нижнему передним и задним кольцами; он оснащён приливом, прикреплен к нижней части рамки. Нижний ствол — гладкий, цилиндрической формы, верхний — нарезной, восьмигранный, со встроенной мушкой. Целик — неотъемлемая часть носовой части курка. Револьвер оснащён шомполом. Барабан имеет девять камор. Капсюли разделены перегородками. Капсюль нижнего ствола вставлен в цилиндрическую выемку над казёнником: передняя часть курка разделена надвое. Ударно-спусковой механизм — одинарного действия.
Нарезка ствола октагональная. Снаружи ствола нанесены данные производителя: «Systeme Le Mat Bte. s.g.d.g. Paris».
Чтобы выстрелить дробью, нижнюю половину передней части курка отводят пальцем вниз, для стрельбы пулями её возвращают вверх в исходное положение.
|                                                   |                                                                                                   | | |                                                                     |
| Устройство револьвера (схема из патентной заявки) | Ударно-спусковой механизм под шпилечный патрон. Ударник на курке переведен на стрельбу мортиркой. | Ударно-спусковой механизм под капсюльное заряжание. На барабане видны посадочные места капсюлей и разделительные перегородки между ними. | Общий вид капсюльного исполнения. Хорошо видна гладкоствольная мортирка под граненым нарезным стволом. | Вид на рычаг запрессовки пули в барабан для капсюльного исполнения. |

## Боевое применение
На вооружении Конфедерации находилось, по разным данным, около трёх тысяч револьверов. Большим их поклонником был генерал кавалерии Джеб Стюарт, он и его кавалеристы носили за поясом по паре револьверов (поскольку перезаряжать их в условиях боя было практически нереально, проще было извлечь из-за пояса второй заряженный револьвер). Из-за морской блокады револьверы обходились южанам по пятьдесят долларов за штуку (что было более чем вдвое дороже недоступных южанам «кольтов» и вчетверо дороже «ремингтонов»). Ныне револьверы продаются с аукциона, где стоят в среднем более $15 тыс.